# Wiljo Tuompo
Wiljo Tuompo, en finnois Viljo (Wiljo) Einar Tuompo (23 septembre 1893 - 27 février 1957), est un général de l'armée de Finlande.

## Biographie
Fils d'agriculteur, il suit des cours d'histoire et de philosophie en l'université d'Helsinki. Il commence à travailler comme substitut du dirigeant en 1913 au Pera-Pohjolan kansaopisto, et comme journaliste en 1914 au Tornionlaakso-Lehti.
Avec la Première Guerre mondiale, il s'engage aux Jägers finlandais et revient en Finlande pour faire du recrutement. Il participe avec le 27e bataillon de jägers à la bataille de la rivière Misa. De retour, le 25 février 1918, il prête serment à Vasa et prend le commandement en tant que chasseur et combat pendant la guerre civile dans le 7e puis le 9e Jäger.
Entre 1927 et 1935, il passe successivement à l'état-major, aux gardes Blanches et aux gardes frontières. Wiljo Tuompo participe aux premiers travaux sur les transmissions, à la rédaction de manuels militaires.